# Vitbröstad karstgärdsmyg
Vitbröstad karstgärdsmyg (Hylorchilus navai) är en utrotningshotad fågel i familjen gärdsmygar. Den är endemisk för södra Mexiko, där den förekommer i karstformationer i låglänt urskog. IUCN kategoriserar den som sårbar.

## Utseende och läten
Vitbröstad karstgärdsmyg är en 16 cm lång, långnäbbad, brun och vit gärdsmyg. Näbben är svartaktig, längst in på undre näbbhalvan orange. Den har vidare grå tygel och varmbrun ovansida med lätt svartbandade vingar. På strupen och övre delen av bröstet är den smutsvit, mot nedre delen av bröstet grå, medan flankerna är sotbruna och de undre stjärttäckarna gråbruna. På bröstet syns även svag, sotfärgad fjällning, på buken vit fjällning med mörkare subterminala halvmånar. Lätet beskrivs som ett nasalt "iihn" i par eller serier.

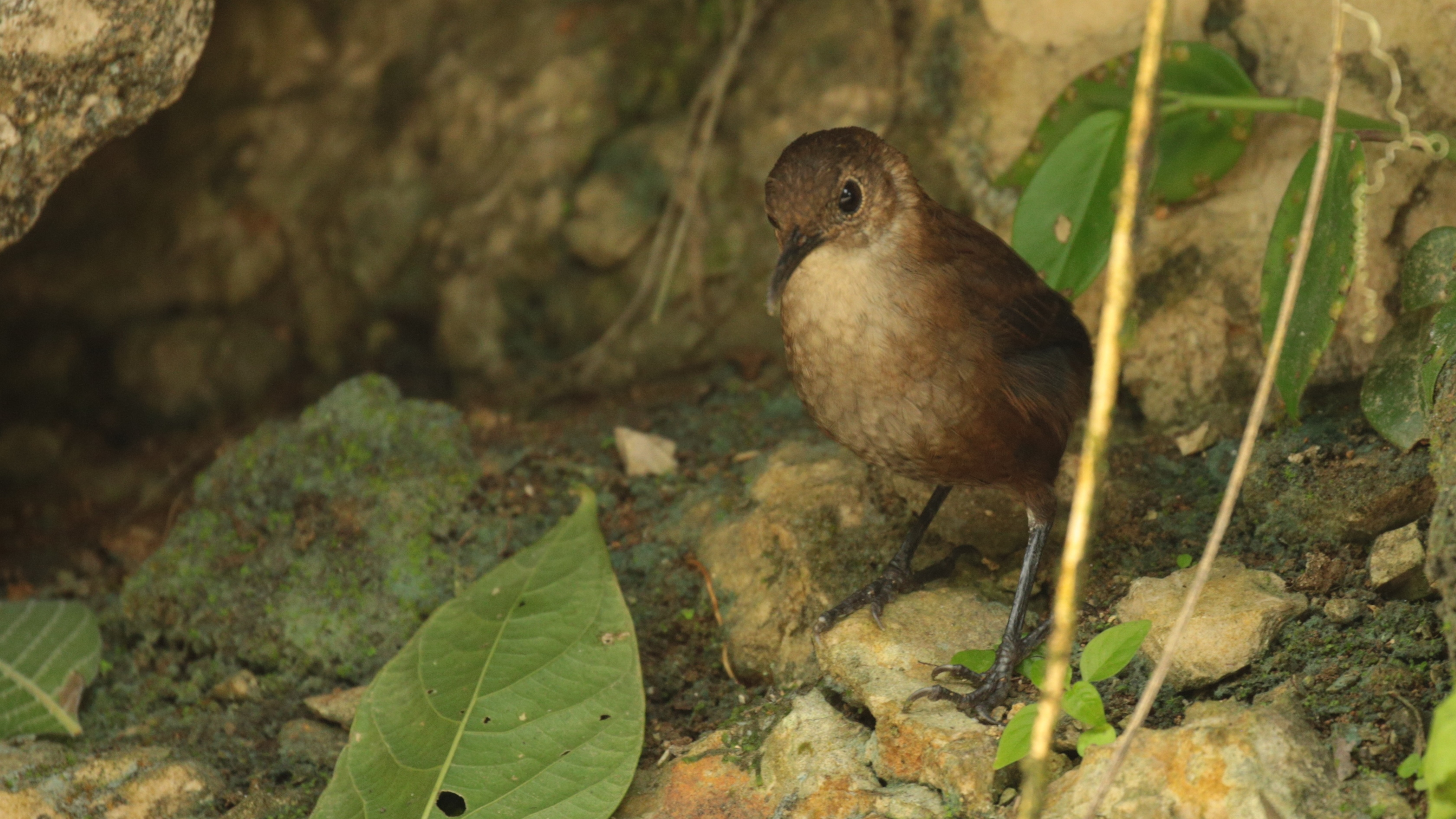

## Utbredning och systematik
Fågeln lever i södra Mexikos lågland i Chiapas och östra Veracruz. Den behandlas som monotypisk, det vill säga att den inte delas in i några underarter. Vitbröstad karstgärdsmyg delar släkte med likaledes mexikanska rostbröstad karstgärdsmyg (H. sumichrasti). Tillsammans är de närmast släkt med kanjongärdsmygen (Catherpes mexicanus).

## Levnadssätt
Vitbröstad karstgärdsmyg är begränsad till karstformationer i skuggan av låglänt städsegrön urskog, huvudsakligen mellan 75 och 800 meters höjd. Utbredningsområdet är därför naturligt fragmenterat, med formationer var fjärde kvadratkilometer i västra och centrala delar av Uxpanapa-regionen. Den verkar dock kunna bilda revir i så små områden som åtta hektar. Den plockar ryggradslösa djur från lavtäckta karstytor och bland sprickor i klippblock.

## Status
Arten har ett litet och krympande utbredningsområde. Världspopulationen uppskattas till mellan 1500 och 7000 vuxna individer. Internationella naturvårdsunionen IUCN kategoriserar arten som sårbar.

## Namn
Fågelns vetenskapliga artnamn hedrar den mexikanske naturforskaren och samlaren Juan Nava Solario. Fram tills nyligen kallades den navagärdsmyg även på svenska, men justerades 2023 till ett mer informativt namn av BirdLife Sveriges taxonomikommitté.